# Orthoxioides
Orthoxioides là một chi bọ cánh cứng trong họ Chrysomelidae.
Chi này được miêu tả khoa học năm 1922 bởi Laboissiere.

## Các loài
Các loài trong chi này gồm:
- Orthoxioides ephippiata Dalman, 1823
- Orthoxioides epipleuralis Laboissiere, 1922
- Orthoxioides transversofasciata (Jacoby, 1883)